# Cugy (Vaud)
Cugy (toponimo francese) è un comune svizzero di 2 730 abitanti del Canton Vaud, nel distretto del Gros-de-Vaud.

## Storia

### Simboli
Le due fasce d'argento rappresentano i fiumi Talent e Mèbre che delimitano i confini nord e sud del villaggio. Gli smalti argento e rosso sono quelli della vicina città di Losanna, a cui Cugy era militarmente aggregato durante il regno dei vescovi. L'aquila nel capo è il simbolo di san Giovanni Evangelista, patrono del paese.

## Monumenti e luoghi d'interesse

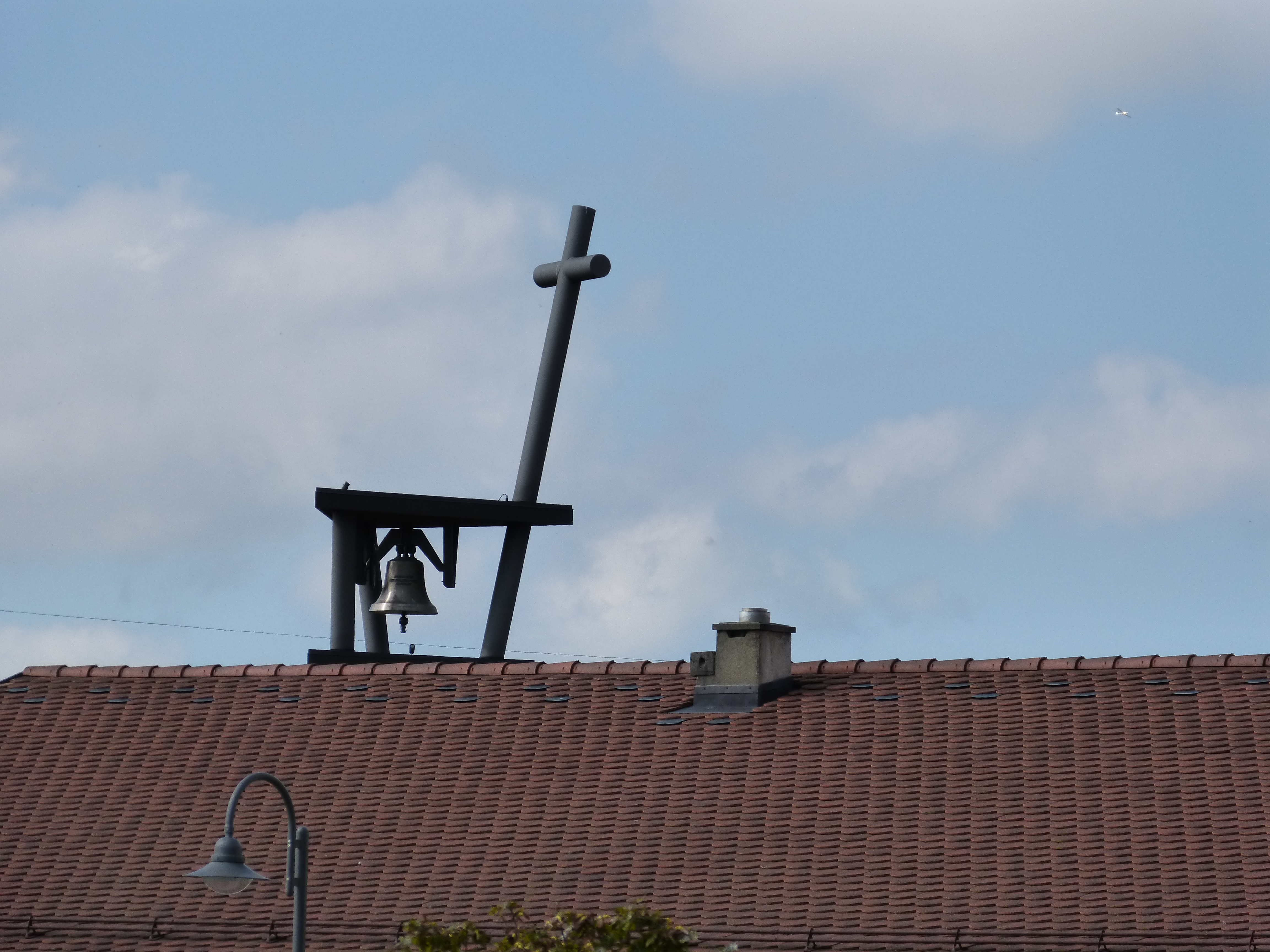
Il centro di preghiera ecumenico

- Centro di preghiera ecumenico, eretto nel 1986[3].

## Società

### Evoluzione demografica
L'evoluzione demografica è riportata nella seguente tabella:
Abitanti censiti

## Amministrazione
Ogni famiglia originaria del luogo fa parte del cosiddetto comune patriziale e ha la responsabilità della manutenzione di ogni bene ricadente all'interno dei confini del comune.